# Pour l’Afrique et pour toi, Mali
Pour l’Afrique et pour toi, Mali ist die Nationalhymne von Mali. Der Text der am 9. August 1962 eingeführten Hymne stammt von Seydou Badian Kouyaté, damals Minister für Landwirtschaft, die Melodie von Banzoumana Sissoko. 	 

## Französischer Text
À ton appel, Mali,
Pour ta prospérité
Fidèle à ton destin
Nous serons tous unis,
Un peuple, un but, une foi.
Pour une Afrique unie
Si l’ennemi découvre son front
Au dedans ou au dehors
Debout sur les remparts
Nous sommes résolus de mourir.
Refrain:
Pour l’Afrique et pour toi, Mali,
Notre drapeau sera liberté.
Pour l’Afrique et pour toi Mali
Notre combat sera unité.
Ô Mali d’aujourd'hui
Ô Mali de demain
Les champs fleurissent d’espérance
Les cœurs vibrent de confiance
Debout villes et campagnes
Debout femmes, jeunes et vieux
Pour la patrie en marche
Vers l’avenir radieux
Pour notre dignité
Renforçons bien nos rangs
Pour le salut public
Forgeons le bien commun
Ensemble au coude à coude
Faisons le sentier du bonheur.
Refrain
La voie est dure très dure
Qui mène au bonheur commun
Courage et devouement
Vigilence à tout moment
Vérité des temps anciens
Vérité de tous les jours
Le bonheur par le labeur
Fera le Mali de demain.
Refrain
L’Afrique se lève enfin
Saluons ce jour nouveau
Saluons la liberté
Marchons vers l’unité
Dignité retrouvé
Soutient notre combat
Fidèle à notre serment
De faire l’Afrique unie
Ensemble debout mes frères
Tous au rendez-vous de l’honneur.

## Deutsche Übersetzung
Deinem Aufruf folgend, Mali,
Für Deinen Wohlstand
Treu Deinem Schicksal
Sind wir alle verbunden,
Ein Volk, ein Ziel, ein Glaube.
Für ein einiges Afrika
Wenn der Feind sein Haupt erhebt
Im Inneren oder außen
Aufrecht auf den Wällen
Sind wir bereit zu sterben.
Refrain:
Für Afrika und für Dich, Mali,
Wird unsere Fahne Freiheit sein.
Für Afrika und für Dich, Mali
Unser Kampf wird Einheit sein.
O Mali von heute
O Mali von morgen
Die Felder blühen von Hoffnung
Die Herzen beben von Vertrauen
Auf, Städte und Felder
Auf, Frauen, Jung und Alt
Für das Vaterland marschiert
In die strahlende Zukunft
Für unsere Würde
Stärkt unsere Reihen
Für das öffentliche Wohl
Schmiedet das gemeinsame Glück
Zusammen Seite an Seite
Gehen wir den Pfad des Glücks.
Refrain
Der Weg ist hart, sehr hart
Der zum gemeinsamen Glück führt
Mut und Hingabe
Wachsamkeit zu jeder Zeit
Wahrheit der alten Zeiten
Wahrheit aller Zeiten
Das Glück durch die Arbeit
Erbaut das Mali von morgen.
Refrain
Afrika erhebt sich endlich
Begrüßt diesen neuen Tag
Begrüßt die Freiheit
Marschiert in Richtung der Einheit
Wiedergefundene Würde
Trägt unseren Kampf
Treu unserem Schwur
Afrika zu einigen
Auf, meine Brüder
Alle gemeinsam, zum Treffpunkt der Ehre.